# Miasíshchev M-55
El Miasíshchev M-55 (en ruso: Мясищев M-55, designación OTAN: Mystic) es un avión de reconocimiento a gran altitud, desarrollado durante los años 1980 en la Unión Soviética por parte de la Oficina de diseño Miasíshchev. Es un avión conceptualmente similar al Lockheed U-2 de fabricación estadounidense.

## Desarrollo
El proyecto del M-55 fue conocido inicialmente como M-17. Su vida comenzó en 1978 cuando un equipo de ingenieros soviéticos buscaban soluciones para interceptar los globos de reconocimiento a gran altitud (p. ej. Proyecto Genetrix). El primer vuelo del M-17 fue el 26 de mayo de 1982; durante el mismo fue rápidamente detectado por los sistemas de observación estadounidenses. Con la introducción de un nuevo modelo de su clase el M-17 fue apodado Mystic-A. El 28 de marzo de 1990 el M-17 '17401' pilotado por Vladimir Arkhipenko alcanzó un récord de altitud de 21.830 metros. Este récord permanece para la clase de aviones que van de 16 a 20 toneladas. El M-17 obtuvo un total de 12 récords de la Federación Aeronáutica Internacional, 5 de ellos permanecen hoy en día.
El interceptor de globos aerostáticos M-17 fue reemplazado en 1987 por el M-17RN, también conocido como M-55 Geophysica, que fue designado por la OTAN como Mystic-B. El primero de ellos voló en 1988, pero a consecuencia del colapso de la Unión Soviética el proyecto quedó paralizado. En 1994 se detuvo la producción con un total de 5 aviones construidos para reconocimiento.
El 21 de septiembre de 1993 el piloto Victor Vasenkov desde el aeródromo de Akhtubinsk alcanzó un nuevo récord de su clase de 21.360 metros (El M-55 continuaba siendo una clase más pesada que el M-17). El M-55 obtuvo un total de 15 récords de la FAI, de los cuales todos permanecen en la actualidad.
Existen varias unidades del M-55 Geophysica que permanecen en servicio, realizando labores de investigación. Uno de ellos formó parte en una investigación de la estratosfera sobre el Ártico entre 1996 y 1997.
Una compañía irlandesa, Qucomhaps, está investigando la posibilidad de usar el M55 como base de comunicaciones digitales de Alta Altitud.

## Operadores
Unión Soviética
- Fuerza Aérea Soviética - transferidos a la Fuerza Aérea Rusa tras su disolución.

 Rusia
- Fuerza Aérea Rusa

## Especificaciones (M-55)
Referencia datos: emz-m.ru,

### Características generales
- Tripulación: Uno (piloto)
- Longitud: 22,86 m
- Envergadura: 37,46 m
- Altura: 4,8 m
- Superficie alar: 131,6 m²
- Peso vacío: 13 995 kg
- Peso máximo al despegue: 24 000 kg
- Planta motriz: 2× Turbofán Aviadvigatel PS-30-V12.
  - Empuje normal: 98 kN (22 000 lbf) de empuje cada uno.

### Rendimiento
- Velocidad máxima operativa (Vno): 750 km/h
- Alcance: 4965 km
- Techo de vuelo: 21 500 m (70 538 ft)

### Aeronaves similares
- Lockheed U-2
- Martin RB-57F Canberra
- English Electric Canberra PR.9